# قشلاق بختيار (مقاطعة بيله سوار)
قشلاق بختیار (بالفارسية: قشلاق بختیار) هي منطقة سكنية تقع في إيران في أردبيل. يقدر عدد سكانها بـ 124 نسمة .